# Àlex Lliteras Bonet
Àlex Lliteras Bonet   (12 de juny de 1961 - Andorra, 7 d'octubre de 2020) va ser un periodista andorrà, nascut a Catalunya, que va desenvolupar la seva carrera a Catalunya i a Andorra.

## Trajectòria periodística

### Primers anys a Catalunya i trasllat a Andorra
Va estudiar a La Salle Bonanova de Barcelona i, posteriorment, estudis de Dret, però de seguida es va dedicar al periodisme.
A Catalunya va treballar a mitjans de comunicació com ara Catalunya Ràdio o Cadena 13 i el 1991 es va traslladar a Andorra, on va desenvolupar la major part de la seva carrera professional. Al país pirinenc va treballar a Informacions Diari, al Diari d'Andorra, a Andorra 7 Ràdio i a Ràdio Televisió d'Andorra.

### Periodisme esportiu a la premsa
Tant a Informacions Diari (1991-1992) com al Diari d'Andorra (1992-2001) va treballar a la secció d'Esports, en una època excepcional tant per a l'esport andorrà com per al periodisme esportiu del país. Així, Lliteras va compartir redacció amb Pere Cerón (que posteriorment va dirigir la Cadena SER a Andorra i en va ser el director regional de continguts a les Illes Balears) i una sana rivalitat periodística amb altres professionals com Gabriel Fernández (actual director de comunicació del Bàsquet Club Andorra) i Xavier Mujal (actual director de Ràdio i Televisió d'Andorra). Durant aquella etapa, Lliteras va narrar l'ascens i la primera etapa del Bàsquet Club Andorra a la lliga ACB, l'etapa del Futbol Club Andorra a la Segona Divisió B i la seva consecució de la Copa Catalunya el 1994, entre moltes altres fites de l'esport andorrà. També durant aquella etapa, va cobrir múltiples edicions dels Jocs dels Petits Estats d'Europa.

### Retorn a la ràdio i salt a la informació general
L'any 2001, sense canviar d'empresa, dins del grup Premsa Andorrana SA, va fer el salt a la informació general fent-se càrrec dels serveis informatius d'Andorra 7 Ràdio, l'emissora que va impulsar el Diari d'Andorra, on va coincidir amb professionals com Pere Cerón, Gabriel Fernàndez, Noemí Rodríguez, Marisol Fuentes, Jordi Bota o Joan Codina.
El 2002 va fer el salt a Ràdio Nacional d'Andorra, on la temporada radiofònica 2002-2003 va idear i es va posar al capdavant de l'Ara i aquí, el programa matinal de la ràdio pública andorrana, que va dirigir i presentar durant 19 temporades i més de 3.000 programes. Des dels micròfons del seu programa, Lliteras va entrevistar a bona part dels protagonistes de la vida política, social, econòmica, cultural i esportiva d'Andorra. A banda de les entrevistes, el magazín, aleshores copresentat per la periodista Montse Grau, i l'Òscar Royo, comptava amb un informatiu i amb seccions habituals dels magazíns radiofònics matinals, com ara seccions de viatges, literatura, música o tecnologia.

### Més enllà de la ràdio
Dins de Ràdio i Televisió d'Andorra, a banda del seu programa, Lliteras va dirigir i conduir múltiples programes especials, tant a Ràdio Nacional d'Andorra com a Andorra Televisió. Així, va ser la veu i la cara visible de diferents especials informatius, entrevistes a candidats, debats electorals i programes especials de les nits electorals, a banda de fer de comentarista ocasional de partits del Bàsquet Club Andorra.
A la televisió pública, a més, va codirigir el programa Modus Vivendi entre els anys 2003 i 2006, les dues primeres compartint la direcció amb Xavi Palma i la tercera amb Josep Lluís Trabal. Per la primera temporada del magazín, Palma i Lliteras van rebre el premi Pirene de periodisme l'any 2004.
A banda d'informació, entre els anys 2018 i 2020, Lliteras també va signar quinzenalment una columna d'opinió a les pàgines dominicals del Diari d'Andorra.
Com a periodista, a més, va ser membre fundador de l'Associació dels Professionals de la Comunicació d'Andorra (APCA), sent-ne vocal i de la qual es va encarregar de presentar i moderar actes com els debats al voltant de la llibertat d'expressió organitzats per l'APCA els anys 2016 i 2017.

## Un home de bàsquet
Més enllà del periodisme, Lliteras també era conegut per la seva passió pel bàsquet. Havia jugat i entrenat a La Salle Bonanova, era soci i seguidor incondicional del Bàsquet Club Andorra, havia exercit d'entrenador en partits solidaris per recaptar fons per UNICEF i és el pare del jugador Roger Lliteras, que va jugar a les categories inferiors del Futbol Club Barcelona, posteriorment al Força Lleida, de la Lliga LEB Or, i que va debutar a la Lliga Endesa, la ACB, amb el Bàsquet Club Morabanc Andorra.

## Popularitat i reconeixement
Àlex Lliteras va ser una persona d'una gran popularitat a Andorra. La seva sobtada defunció va provocar un gran impacte a la societat andorrana, que va mostrar el seu condol i el seu reconeixement pel periodista tant als mitjans de comunicació com a les xarxes socials. El 8 d'octubre del 2020, el programa de ràdio Ara i Aquí, que Lliteras dirigia, va dedicar la seva programació íntegra a recordar la figura del periodista. Tres dies més tard, en una tribuna d'homenatge al Diari d'Andorra, el director general de Ràdio i Televisió d'Andorra, Xavier Mujal, va anunciar que l'estudi principal de la ràdio pública andorrana passaria a anomenar-se Estudi 1 Àlex Lliteras.
El Govern d'Andorra, el Bàsquet Club MoraBanc Andorra, el Diari d’Andorra i Ràdio i Televisió d’Andorra varen crear conjuntament el premi Àlex Lliteras de periodisme esportiu, que es va lliurar per primer cop el 4 de novembre del 2021.